# El Barcelonazo
El Barcelonazo foi uma revolta no quartel Pedro María Freites, localizado na cidade de Barcelona, estado de Anzoátegui, ocorrida em 26 de junho de 1961 contra o governo do presidente Rómulo Betancourt.

## Antecedentes
Uma conspiração militar havia sido descoberta um mês antes do levante e, em 30 de maio, vários dos envolvidos foram presos pelo governo.

## Fatos
Os militares apoderaram-se das instalações do Quartel Pedro María Freites e do Batallón de Fusileros Mariño na madrugada, mas não foram apoiados por outros componentes. O governo retomou o controle e o movimento foi derrotado. Por volta das 10 horas da manhã, os principais militares envolvidos foram detidos.

## Consequências
A ação deixou um saldo de 30 pessoas mortas, mais de 50 feridas e mais de 100 foram presas. Posteriormente, outros movimentos surgiram em Ciudad Bolívar e La Guaira, este último conhecido como El Guairazo, mas fracassaram e seus líderes também foram presos.